# Episodi di Billions (sesta stagione)
La sesta stagione della serie televisiva Billions, composta da dodici episodi, è stata trasmessa sul canale statunitense via cavo Showtime dal 23 gennaio al 10 aprile 2022.
In Italia la stagione è andata in onda sul canale satellitare Sky Atlantic dal 9 marzo al 13 aprile 2022.
| n° | Titolo originale      | Titolo italiano          | Prima TV USA     | Prima TV Italia |
| -- | --------------------- | ------------------------ | ---------------- | --------------- |
| 1  | Cannonade             | Cannoneggiamento         | 23 gennaio 2022  | 9 marzo 2022    |
| 2  | Lyin' Eyes            | Occhi bugiardi           | 30 gennaio 2022  | 9 marzo 2022    |
| 3  | STD                   | TBD                      | 6 febbraio 2022  | 16 marzo 2022   |
| 4  | Burn Rate             | Velocità di combustione  | 13 febbraio 2022 | 16 marzo 2022   |
| 5  | Rock of Eye           | A occhio                 | 20 febbraio 2022 | 23 marzo 2022   |
| 6  | Hostis Humani Generis | Hostis Humani Generis    | 27 febbraio 2022 | 23 marzo 2022   |
| 7  | Napoleon's Hat        | Il cappello di Napoleone | 6 marzo 2022     | 30 marzo 2022   |
| 8  | The Big Ugly          | Giocare sporco           | 13 marzo 2022    | 30 marzo 2022   |
| 9  | Hindenburg            | Hindenburg               | 20 marzo 2022    | 6 aprile 2022   |
| 10 | Johnny Favorite       | Johnny Favorite          | 27 marzo 2022    | 6 aprile 2022   |
| 11 | Succession            | Successione              | 3 aprile 2022    | 13 aprile 2022  |
| 12 | Cold Storage          | Braccio di ferro         | 10 aprile 2022   | 13 aprile 2022  |

## Cannoneggiamento
- Titolo originale: Cannonade
- Diretto da: Joshua Marston
- Scritto da: Brian Koppelman e David Levien

### Trama
Chuck si è preso un periodo di pausa dalla procura, acquistando una fattoria in un piccolo centro rurale. Anche qui però si ritrova ad avere problemi con un miliardario senza remore, il vicino di casa Melville Revere, che si diletta a sparare con cannoni antichi. Quando va a parlare della questione con il sindaco, Chuck si rende conto che nessuno intende aiutarlo perché Melville si è comprato il consenso della comunità, foraggiando con i suoi denari l'indotto locale. Sulle ceneri della Axe Capital nasce la Michael Prince Capital (MPC). Michael regala ai dipendenti un anello che tiene monitorati i parametri vitali, affinché migliorino le performance del team. L'anello sortisce un primo risultato nel prevenire un infarto a Wags, benché costui pensi che sia stata una strategia di Michael per averlo dalla sua parte. Michael vuole smantellare la Tmc, offrendo a Taylor l'incarico di responsabile degli investimenti, incassando però un rifiuto. Passati dalla Axe Capital alla MPC, Vitor Mateo e gli altri dipendenti sentono la mancanza della guida carismatica di Axe e non si riconoscono nel nuovo stile, improntato all'etica e al rigore, di Michael.
Michael vorrebbe iniziare a operare liberamente sul mercato, ma a causa della passata gestione di Axelrod si ritrova il fiato sul collo delle autorità che gli impongono un periodo di sorveglianza di sei mesi. Wendy offre il primo suggerimento al suo nuovo capo, facendogli capire che deve guadagnare la fiducia di Wags per poi ottenere quella del resto della truppa. Avendo capito quanto Wags abbia bisogno di lavorare per non ritrovarsi disoccupato e senza uno scopo, Michael lo convince della bontà del suo progetto ed è lo stesso Wags a spronare i dipendenti a obbedire al nuovo comandante. Michael licenzia tutti i vecchi investitori ereditati dalla Axe Capital, ad eccezione dei vigili del fuoco, affermando che i nuovi partner dovranno superare rigidi parametri etici per poter entrare a far parte della Prince List. Tra gli investitori scaricati c'è invece Charles Rhoades, il quale interpreta la mossa come un atto ostile nei confronti di suo figlio, nonostante Chuck lo abbia aiutato a sbarazzarsi di Axe. Chuck vince la sua battaglia contro Melville, facendo emettere un'ordinanza restrittiva nei confronti dei suoi cannoni per la presenza di una specie protetta di tartarughe al confine delle loro proprietà.
- Ascolti USA: telespettatori 321.000 – rating 18-49 anni 0,03%[3]

## Occhi bugiardi
- Titolo originale: Lyin' Eyes
- Diretto da: Joshua Marston
- Scritto da: Emily Hornsby

### Trama
Michael si dedica all'arrampicata assieme alla sua ex moglie Julia. Di ritorno da una deludente sessione, Michael decide di colpire la Rask Sportswear, noto marchio sportivo, come monito per gli investitori della Prince List. Chuck rientra in città per dare il proprio appoggio al sindacato dei portieri e custodi, promettendo che farà di tutto per migliorare le loro condizioni. Chuck esige un aumento delle competenze del 5%, facendo leva sull'importante lavoro svolto durante la pandemia, ma riceve un netto rifiuto da parte del consiglio degli inquilini e proprietari. Allora Chuck convince i custodi a proclamare lo sciopero, nonostante fosse stato offerto loro un aumento del 2%.
In disaccordo con la strategia spregiudicata di Michael, Wags rivela a Wendy di essere amico del proprietario della Rask, tanto da aver negoziato un bailout che consentirà alle azioni di risalire. Julia implora Michael di lasciar perdere una guerra che rischia di mettere in ginocchio lo sport negli Stati Uniti, compresi i Giochi olimpici di Los Angeles 2028. Taylor redarguisce Rian perché non ha seguito le sue indicazioni, vale a dire non cercare partner alternativi alla Rask. Alla fine Wags fa il gioco di Michael, rivelando alla stampa gli affari nascosti intrattenuti dalla Rask con il dittatore nordcoreano Kim Jong-un. Charles è tra i destinatari della vertenza iniziata da Chuck e avverte il figlio che non gli conviene mettersi contro Bud Lazzara, il potente capo del consiglio dei proprietari. I portieri revocano lo sciopero, costringendo Chuck a presentarsi a capo chino davanti a Lazzara. Chuck tiene però in serbo un'arma nascosta, un video di lui che corrompe un fattorino. A questo punto Lazzara deve cedere alla proposta iniziale di Chuck di aumentare i salari del 5%. Siccome il lavoro in procura sta vivendo una fase di stasi, Kate sta meditando di lasciare Chuck per iniziare a coltivare le sue ambizioni politiche. Chuck la convince a restare, promettendole che presto arriveranno grandi soddisfazioni.
Michael rivela a Julia il suo ambizioso piano: far togliere i Giochi olimpici a Los Angeles per assegnarli invece a New York, con lei che diventerà la direttrice dell'arrampicata sportiva statunitense.
- Ascolti USA: telespettatori 330.000 – rating 18-49 anni 0,04%[4]

## TBD
- Titolo originale: STD
- Diretto da: Chloe Domont
- Scritto da: Theo Travers

### Trama
Ben Kim convoca i colleghi in piena notte perché ha appena avuto una soffiata da Mafee. Dopo aver abbandonato la Axe Capital, Mafee e Dollar Bill hanno messo in piedi una loro società, la High Plains Management, che sta approntando un'importante operazione di acquisto di terreni, sostenuti da un misterioso finanziatore. Siccome questi terreni sono di proprietà della procura, Chuck sente puzza di bruciato e scopre che il potenziale acquirente è nientemeno che Todd Krakow. Felicemente abbandonata la politica, Krakow vuole tornare a sguazzare nel privato e intende costruire lo stadio che sarà il fulcro dei Giochi Olimpici a New York. Michael non vede di buon occhio l'invasione dell'ex segretario al Tesoro in quello che doveva essere il suo campo di gioco, così gli propone un'alleanza che Krakow però respinge. Nel frattempo, Chuck ordina a Kate di bloccare l'operazione di Krakow, in nome della difesa del demanio pubblico. Quando Krakow gli chiede conto di questa decisione, Chuck lo invita ad aumentare il capitale dell'investimento e non rifugiarsi dietro società di comodo come sta facendo.
Michael si rivolge a Tess Johnson, la sindaca di New York, spingendola a mettere immediatamente un veto a Krakow. L'esito della conferenza stampa di Tess è esattamente quello che si aspettava Michael, in quanto lo allontana da Chuck per spingerlo invece tra le sue braccia. Ben Kim inizia a pentirsi di aver fatto la spia, poiché lui e i colleghi sono rimasti molto legati a Mafee e Dollar Bill, i quali usciranno a pezzi da questa vicenda. Wendy viene mandata alla High Plains Management a farli ragionare, ma i due sono determinati a proseguire, anche se significa andare a schiantarsi. Non potendosi permette di perdere il sostegno dei propri dipendenti, Michael orchestra un salvataggio da parte della Spartan-Ives nei confronti della High Plains Management, affinché Mafee e Dollar Bill non ne escano danneggiati. Michael convince la sindaca Johnson a sostenere la candidatura olimpica di New York, sottoponendole il progetto revisionato con Krakow che prevede la costruzione degli alloggi per gli atleti che saranno poi, a evento terminato, convertiti in abitazioni a basso reddito. Inoltre, Michael e Krakow coinvolgono nella loro impresa Buzz Lazara, desideroso di vendicarsi su Chuck dopo la vicenda del sindacato dei portieri.
La presentazione del progetto di riqualificazione urbana viene disturbata da una protesta organizzata da Chuck. Imitando quanto fatto in campagna contro Melville Revere, Chuck inscena una protesta contro gli avidi miliardari che vogliono deturpare New York contro la volontà dei cittadini.
- Ascolti USA: telespettatori 315.000 – rating 18-49 anni 0,05%[5]

## Velocita di combustione
- Titolo originale: Burn Rate
- Diretto da: Chloe Domont
- Scritto da: Brian Koppelman, David Levien e Lio Sigerson

### Trama
Kate annuncia a Chuck che ha avuto un contatto per un incontro importante. Il suo capo le ordina di andarci, così da essere la sua informatrice.
Due giorni prima. Il Governatore Sweeney non è convinto di sostenere la candidatura di New York ai Giochi, avendo tra le mani dei sondaggi che indicano la netta contrarietà dell'opinione pubblica, abilmente alimentata dalla campagna antagonista di Chuck. In realtà Sweeney non ha ancora deciso con quale dei due fronti schierarsi, come da lui stesso comunicato in pausa pranzo a Chuck. Michael intende assestare un duro colpo a Chuck, portandogli via Kate per fare breccia nella pastoia politica che sta bloccando la sua iniziativa olimpica. Intanto, Kate sta insistendo con il suo capo per avere il via libera alla raccolta fondi in vista della candidatura al Congresso. Chuck le promette che presto potrà scendere in campo, ma prima devono vincere insieme la battaglia contro Michael. Quest'ultimo manda Wendy a combinare un incontro con Kate, facendo leva sull'importante cambiamento che non può aspettare. Taylor espone a Michael un progetto che prevede il recupero della Wi-Fi inutilizzata per distribuirla ai newyorchesi durante le Olimpiadi. Rian segnala a Taylor come il suo piano non darebbe grandi guadagni alla Tmc, arricchendo soltanto l'Africa, ma è esattamente questo che Taylor vuole.
Presente. Michael offre a Kate il ruolo di capo legale del comitato olimpico di New York 2028, promettendole che questa grande iniziativa andrà a principale beneficio di una città per troppi anni trascurata, oltre a darle un incredibile trampolino di lancio per le sue ambizioni politiche. Chuck ordina a Kate di rifiutare il posto, essendo sua intenzione farlo avere al fidato Ira. Scooter e Wags mettono in guardia Michael dal non fidarsi di Rhoades, soprattutto dopo che ha aizzato le grandi aziende di telecomunicazione contro il progetto Wi-Fi di Taylor. Michael insiste per avere Kate a bordo, invitandola a pensare che c'è qualcosa di meglio al di fuori della procura. Ira riceve la notizia che l'appuntamento con Michael è cancellato perché Kate ha accettato il posto. Michael ricompensa Wendy per aver portato Kate alla Mpc, promettendole che alle Olimpiadi guiderà il gruppo dei motivatori. Taylor esprime invece disgusto per l'archiviazione del suo piano Wi-Fi, dato che secondo Michael avrebbe reso gli africani dipendenti dalla connessione, senza portare alcun beneficio nel lungo periodo. Taylor rilancia con un nuovo obiettivo più ambizioso. Kate si scusa per Chuck per averlo tradito, ma non è pentita della sua scelta e lo invita a trovarsi una nuova allieva.
- Ascolti USA: telespettatori 219.000 – rating 18-49 anni 0,05%[6]

## A occhio
- Titolo originale: Rock of Eye
- Diretto da: Tara Nicole Weyr
- Scritto da: Eli Attie

### Trama
Chuck si vede costretto a concedere ospitalità a suo padre, cacciato da Roxanne per una scappatella extraconiugale. Michael assume Philip Charyn, giovane insegnante di economia in un liceo privato nonché nipote di Scooter, dopodiché annuncia una nuova allocazione dei capitali della Mpc, ammonendo i dipendenti di non deviare dalla linea principale. L'ingresso di Philip in azienda non è visto di buon occhio dai nuovi colleghi, soprattutto dopo che si è seduto alla scrivania del rimpianto Dollar Bill. Kate inizia subito a rendersi utile a Michael, fissandogli un incontro con il governatore Sweeney. La situazione è però complicata da uno spiacevole imprevisto, ovverosia che sua figlia Gail ha contestato pubblicamente il governatore e questi adesso non vuole più vedere Michael. Taylor vuole compiere un'acquisizione nel settore vegano che faccia dimenticare la vicenda del Wi-Fi, nonostante gli ordini di Michael di non compiere investimenti extra-budget mentre è in corso l'allocazione. Chuck si scontra con Daevisha Mahar, avvocatessa molto preparata con cui si sta per scontrare in tribunale sul caso di una ditta accusata di commerciare pesce avariato. Wendy si rifugia nella meditazione buddista per imparare a fare a meno delle transazioni. Chuck rimprovera all'ex moglie l'acquisizione illegittima di Kate da parte di Michael, definendolo peggiore di Axe perché quest'ultimo perlomeno non si fingeva buono.
Michael convoca una riunione di famiglia per discutere la faccenda di Gail. Le figlie sono ancora arrabbiate con lui per quanto successo tempo prima con l'affare della cannabis, ma Gail è comunque disposta a scusarsi personalmente con Sweeney per aiutare suo padre. Michael apprezza la buona volontà della figlia. Michael ordina a Scooter di chiudere l'asta per l'intitolazione dello stadio, poiché vuole far comparire il nome di Sweeney in cambio del suo appoggio. Scooter sprona Philip a essere qualcosa di meglio di un semplice investitore, ma il nipote è determinato a conservare la posizione appena conquistata. Daevisha batte Chuck in tribunale, suscitando in lui ammirazione al punto da proporle di prendere il posto di Kate in procura. Taylor chiede l'aiuto di Mafee e Dollar Bill per far schizzare in alto il titolo dell'azienda vegana verso cui è interessata, così da venderla appena prima che le azioni scendano in picchiata. Benché Scooter e Wendy contestino un investimento che condurrebbe a potenziali inchieste legali, Taylor ha ottenuto l'assenso di Kate all'operazione. Wendy suggerisce a Charles di stare alla larga da Roxanne, così da indurre l'ex suocero a lasciare la casa di Chuck. Wendy telefona al monaco buddista per abbandonare la terapia anti-investimenti intrapresa.
La fase dell'allocazione è conclusa. Michael comunica ai dipendenti che nessuno verrà licenziato, però alcuni di loro subiranno un taglio della lista di investitori. Bonnie non accetta questa decisione e abbandona l'azienda. Al contempo Philip accresce il proprio peso, acquisendo gli investitori dei colleghi meno performanti. Infine, Michael dona a tutti i dipendenti un paio di scarpe da basket per iniziare a ragionare da vera squadra.
- Ascolti USA: telespettatori 374.000 – rating 18-49 anni 0,05%[7]

## Hostis Humani Generis
- Titolo originale: Hostis Humani Generis
- Diretto da: Tara Nicole Weyr
- Scritto da: Beth Schacter

### Trama
Michael sta facendo progettare treni superveloci a guida autonoma per dotare New York di un'infrastruttura efficiente in vista delle Olimpiadi. Il caso finisce sulla scrivania di Chuck, esortato dal delegato sindacale dei conducenti di battersi per loro come ha fatto con i portieri, dato che con il progetto di Prince sarebbero a rischio migliaia di posti di lavoro. Siccome gli è stato fatto presente che per finanziare il progetto dei treni servono parecchi soldi, Michael accetta di allentare alcuni vincoli per l'accesso alla Prince List, aprendola al contributo di nuovi e facoltosi investitori. Lauren bussa alla porta di Taylor per chiedere di poter presentare a Michael il suo nuovo protetto Leon Sherard, un atleta professionista che è diventato leader nel settore dell'allenamento domestico. Michael accetta Leon come nuovo investitore nella Prince List, a cui sta facendo più di un pensiero anche Charles perché vorrebbe rendersi utile per il figlio, agendo come sua spia. Chuck vuole vedere chiaro sulla donazione di 2.000.000.000 $ fatta da Michael alla rete metropolitana cittadina. Daevisha inizia a lavorare per Chuck e chiede alla predecessora Kate, in nome della leale collaborazione tra colleghe, di esaminare alcuni dossier sui quali stava lavorando prima di abbandonare la procura. Michael vorrebbe che anche il suo vecchio college entrasse nella Prince List, ma la politica dell'istituto è non investire in società con meno di due anni di vita. Scooter mette alla prova Philip, lasciandolo da solo a trattare con un'investitrice.
Il sindacato volta le spalle a Chuck, dato che Michael ha promesso di creare un fondo per la riqualificazione del personale conducente. Come ritorsione Chuck manda Daevisha alla palestra di Leon, informandolo che la Prince List investe nel sindacato della polizia, con cui gli afroamericani come Leon sono in forte attrito. Leon esige che la Mpc rompa con i poliziotti, altrimenti recederà dall'accordo appena concluso e come lui faranno diversi altri investitori pronti a seguirlo. La situazione di Leon precipita quando viene accusato sui social network di avere rubato l'idea con cui ha creato la sua azienda. La prova di Philip è andata talmente bene che l'investitrice vuole assumerlo e metterlo a capo della divisione tecnologica della sua azienda. Patrick se la prende con suo zio, accusandolo di aver combinato tutto per mandarlo via dalla Mpc. Michael si schiera con Philip, invitando Scooter a mettere da parte le diatribe familiari perché il ragazzo adesso serve a loro. Chuck vince la battaglia sui treni perché Daevisha è riuscita a scoprire che i treni su cui vuole investire Prince sono di fabbricazione cinese. Amareggiata per aver subito la prima sconfitta, per di più a opera del suo mentore, Kate rassegna le dimissioni che Michael respinge perché altrimenti vorrebbe dire alzare bandiera bianca. Sweeney però non vuole rimangiarsi le promesse fatte agli elettori su sua iniziativa.
Michael guadagna morale dalla notizia che l'Indiana alla fine ha deciso di entrare nella Prince List, di cui nelle sue intenzioni dovrà essere la punta di diamante. Il manager ignora tuttavia che è stato Chuck a propiziare l'accordo, così da costringerlo a investire ancora più denaro ed essere pronto a stanarlo quando farà una mossa sbagliata.
- Ascolti USA: telespettatori 338.000 – rating 18-49 anni 0,03%[8]

## Il cappello di Napoleone
- Titolo originale: Napoleon's Hat
- Diretto da: Shaz Bennett
- Scritto da: Emily Hornsby

### Trama
Michael incontra Colin Drache, un faccendiere con fama di gran manovriere dei voti dei membri del CIO. Per dare mandato a Colin di far ottenere la nomination a New York, Michael gli sottopone un progetto, in partnership con i nuovi soci dell'Indiana, di elargire borse di studio ai ragazzi svantaggiati della comunità. La sindaca Johnson blocca l'investimento nei treni superveloci per mancata copertura finanziaria, temendo ulteriori danni d'immagine dopo la protesta inscenata da Chuck. Quando sente che Michael si appresta a vendere l'appalto a Minneapolis, Johnson sembra tornare sui suoi passi. Al momento dell'incontro però la sindaca dichiara di non aver bisogno di Michael, avendo ricevuto una generosa offerta che rende inutile il suo contributo. Chuck e Wendy devono partecipare insieme a una fiera scolastica per loro figlio Kevin, dove Wendy difende l'ex marito da un genitore conservatore. Al termine della serata, Chuck e Wendy concordano di cenare insieme.
Kate scopre che Chuck ha acquisito le liste dei passeggeri di un volo aereo sul quale erano Wags e Drache. Chuck chiede alla sua vecchia dominatrice sadomaso l'indirizzo di un Palazzo in cui si annida la peggiore criminalità della città. Chuck fa intervenire la polizia, ma non si trova nulla perché Wags si era premurato di far sparire ogni prova di attività illecita. La MTA, società che gestisce la metropolitana di New York, finisce nel mirino degli speculatori. Taylor interviene per modificare il rating dell'MTA, esponendo Michael al rischio di vedere andare in fumo la candidatura olimpica. Johnson accetta di tornare dalla parte di Michael, forte anche dell'appoggio di Sweeney. Chuck nel frattempo ha ottenuto il riscontro di Drache quale alleato di Michael, ma Sweeney è determinato nel sostenere il progetto delle Olimpiadi che gli spalancherebbe le porta alla candidatura per la presidenza. Drache comunica a Michael che la commissione è entusiasta della candidatura di New York, benché alcuni membri non siano ancora disposti a dare il proprio voto. Daevisha individua un flusso anomalo di denaro riconducibile a Drache. Il CIO assegna i Giochi Olimpici del 2028 a New York. Mentre una folla si raduna fuori dall'abitazione di Michael per festeggiare, Chuck è pronto a far arrestare Drache che però non si trova. Chuck promette a Daevisha che riuscirà a colpire il bersaglio più grosso, vale a dire Michael.
- Ascolti USA: telespettatori 374.000 – rating 18-49 anni 0,03%[9]

## Giocare sporco
- Titolo originale: The Big Ugly
- Diretto da: Sylvain White
- Scritto da: Brian Koppelman, David Levien e Lio Sigerson

### Trama
Michael inizia ad allenarsi in previsione della maratona da tedoforo. Una giornalista gli fa notare che molto probabilmente si sta esponendo troppo, oscurando il vero significato comunitario delle Olimpiadi. Michael sprona i dipendenti ad aprire la mente e procacciare nuovi affari in settori che possono essere di vitale importanza per i Giochi. Chuck incontra Katerina Brett, presidente del CIO, per avere il suo benestare all'imponente causa che la procura intende muovere nei confronti di Michael. Katerina capisce che Chuck non ha in mano niente di concreto e lo rimanda a quando potrà fornirle prove reali di corruzione. Recatasi al primo incontro del team organizzativo messo in piedi da Michael, Katerina lo informa della visita appena fattale da Chuck e auspica che non ci siano motivi per dubitare della sua buona fede. Taylor si mette al lavoro per investire su mezzi di trasporto innovativi che trasportino rapidamente gli atleti a New York da ogni parte del mondo. Rian intuisce che a muovere Taylor è un'accesa competizione nei confronti di Philip, verso il quale Michael ha una sempre più chiara predilezione. Philip ricorda a Taylor che sono dalla stessa parte, anche se non sono costretti a essere migliori amici. Wendy inizia il suo nuovo incarico di motivatrice del team statunitense, ascoltando la calciatrice Megan Rapinoe.
Alla ricerca di alleati per la causa impresa, Chuck organizza una cena con i governatori, con il pretesto di una causa anti-trust nel settore medico. Quando si preannuncia la pesante assenza di Sweeney, Chuck lo implora di partecipare, ma il governatore non può esserci perché nel Parlamento nazionale c'è la seduta della "Grande Porcata" in cui si votano tutti i provvedimenti legislativi in sospeso. Chuck ha fatto inserire una norma che blocca gli extra-profitti dei ricchi sodali di Michael, dicendosi disposto a toglierla solamente se. Rian ha scoperto che Ipersonic, l’azienda di trasporto ultra veloce su cui Taylor ha investito, non è in regola con le prove di volo, ma ormai l'accordo è stato siglato. Daevisha annuncia in conferenza stampa che Michael è accusato di corruzione, con i suoi compagni di avventura che si sono tirati indietro, dietro la promessa che Chuck avrebbe poi fatto ritirare la norma anti extra-profitti. Disgustata perché Michael non ha mantenuto il proposito di legalità, Katerina dichiara che New York non è più in grado di ospitare le Olimpiadi e cederà lo scettro a Los Angeles. Adesso Taylor ha la scusa per scaricare la fregatura Ipersonic, con Philip disponibile a dare una mano. Mentre Chuck sta festeggiando la sconfitta di Michael, costui medita vendetta.
- Ascolti USA: telespettatori 326.000 – rating 18-49 anni 0,04%[10]

## Hindenburg
- Titolo originale: Hindenburg
- Diretto da: Dan Attias
- Scritto da: Theo Travers

### Trama
Chuck vuole che Michael venda gli immobili acquisiti per le ormai sfumate Olimpiadi alla Banca del Suolo, così da avere la prova che lo sfidante si sia definitivamente arreso. Michael risponde con una proposta di armistizio, rifiutata però da Chuck che intende proseguire la loro battaglia. Kate suggerisce a Michael di puntare alla rimozione di Chuck, ottenibile su iniziativa del governatore e con il voto favorevole di due terzi del Senato nazionale. Michael convince Sweeeney a tornare dalla sua parte, minacciandolo altrimenti di finanziare la sua probabile sfidante alle prossime elezioni Celina Russell. Il problema è riuscire a convincere numerosi senatori a voltare le spalle a Chuck, tutti in qualche modo legati a lui. Chuck ha frattanto trovato una nuova crociata da combattere. Daevisha ha visto una donna lasciata fuori da Gramercy Park, un parco di cui sono proprietari diversi uomini ricchi che godono di un regime fiscale parecchio favorevole. Chuck mira a liberalizzare il parco, dimostrando ai cittadini che non possono più esistere concentrazioni di potere in capo a pochi benestanti. Michael coglie l'occasione per schierarsi al fianco dei ricchi, facendo leva sulla paura che Chuck non si fermerà a Gramercy Park e prima o poi li spoglierà di tutte le loro ricchezze.
Taylor ha il sospetto che alcuni giovani dipendenti stiano meditando di lasciare la Mpc per andare nell'azienda di Dollar Bill e Mafee, recentemente passati in sede per un saluto. Secondo Taylor, la responsabilità è di Philip che sta fagocitando le piccole leve. Taylor minaccia Dollar Bill e Mafee di non tentare ulteriori iniziative contro la sua azienda, altrimenti le conseguenze per loro due saranno pesanti. Il grand jury vuole che le due parti raggiungano un accordo. La procura rinuncia a intentare ogni causa nei confronti dei ricchi, i quali dal canto loro dovranno consentire l'accesso al parco. Nel frattempo però Michael, forte dell'appoggio dei due terzi dei Senatori, ha fatto calendarizzare una seduta straordinaria per defenestrare Chuck. A questi viene concesso di intervenire per difendersi prima del voto. Chuck accusa i parlamentari di essere stati corrotti da Michael, invitandoli a scegliere tra la lui e l'anarchia che si scatenerebbe con la sua cacciata. Il Senatore Clay Tharp, abilmente lavorato da Michael, vota per la rimozione di Chuck. Il procuratore è dichiarato decaduto dalla carica, con Daevisha che prenderà il suo posto fino al termine del mandato.
- Ascolti USA: telespettatori 310.000 – rating 18-49 anni 0,05%[11]

## Johnny Favorite
- Titolo originale: Johnny Favorite
- Diretto da: Adam Bernstein
- Scritto da: Beth Schacter e Emily Hornsby

### Trama
Chuck saluta lo staff della procura, promettendo a Daevisha che farà di tutto per vendicarsi del golpe di cui è rimasto vittima. Suo padre e Ira lo costringono a prendersi un momento di pausa in un resort. Il loro obiettivo è suggerirgli di abbandonare ogni volontà di riprendere il suo ruolo pubblico, riciclandosi come lobbista in una posizione che in ogni caso non gli darebbe meno potere rispetto a prima. Michael non è sazio della vittoria appena ottenuta e convoca tutto il personale a casa sua per una riunione definita molto importante. Approfittando dell'assenza dei dipendenti, cui ha concesso la giornata libera nell'attesa del loro incontro, Michael discute con Wendy di quanto accaduto al Senato. A parere di Wendy, Michael sta attraverso un cambiamento di personalità, altrimenti non si spiegherebbe il perché ha voluto infierire nei confronti di Chuck. Wags passa a Kate il contatto di Hall che la può aiutare, in vista della sua candidatura al Congresso, a trovare qualsiasi scheletro nell'armadio dei suoi avversari. Inizialmente riluttante, essendo convinta di non averne bisogno, Kate accetta i servigi di Hall.
Chuck e i ragazzi conoscono un gruppetto di quattro donne. Al loro tavolo si avvicina Ron Chestnut, un ricco e importuno cliente del resort, che Chuck caccia via dopo aver sbandierato pubblicamente i suoi peccati penali. Questo episodio gli fa capire che la guerra con Michael è destinata ad avere un suo epilogo, quindi è importante che si faccia trovare pronto in vista dello scontro finale. Kate passa nell'ufficio di Daevisha per avvertirla che potrebbe essere la prossima vittima di Michael, quindi farebbe bene a non intralciare i suoi affari come Chuck. Daevisha replica che non è più persona gradita in procura, essendo diventata come quelle persone che loro combattono. Alla riunione Michael si prende il merito di aver defenestrato Chuck, ringraziando i dipendenti per aver protetto il "castello" mentre lui compiva l'impresa. Per questo motivo, tutti quanti si meritano un premio, anche se durante la serata Michael farà capire diverse volte che la gioia è effimera, quindi occorre armarsi per nuove battaglie. Mentre tutti si divertono, Wendy ha completato il capitolo finale di un misterioso manoscritto a cui stava lavorando da tempo. Chuck chiede di rientrare in città, affermando di avere un piano in serbo.
- Ascolti USA: telespettatori 300.000 – rating 18-49 anni 0,04%[12]

## Successione
- Titolo originale: Succession
- Diretto da: Darren Grant
- Scritto da: Brian Koppelman, David Levien e Eli Attie

### Trama
Wendy posiziona sulle scrivanie dei dipendenti delle copie in anteprima del suo libro in cui racconta il coaching agli squali di Wall Street, entrando nei dettagli delle sedute avute prima alla Axe Capital e poi alla Mpc. Mentre tutti entrano nel panico e vorrebbero il blocco alla pubblicazione, Michael si mostra sorprendentemente calmo perché sta lavorando a un nuovo grande progetto, un reddito minimo universale denominato Mike Money da destinare a tutti cittadini newyorchesi, così da far dimenticare il fiasco delle Olimpiadi. Charles fornisce a Chuck un ufficio da cui condurre la guerra contro Michael. Alla sua porta bussa Scooter che gli porta un'offerta di pace da parte del suo padrone, la cui intenzione è offrire a Chuck un ruolo dirigenziale in una qualsiasi delle sue società. Chuck rifiuta, ricevendo in seguito la visita di Kate che preannuncia un triste finale per lui qualora non accetti la realtà, cioè che Michael è destinato a vincere. Nel frattempo, Michael vuole nominare un proprio successore che sia pronto a raccogliere le redini del comando qualora gli accada qualcosa. I candidati al posto sono Taylor e Philip che dovranno esporre i loro progetti ai colleghi. Wags rientra da un viaggio di lavoro in Cina con un progetto sulle infrastrutture cinesi, ma Michael non si mostra affatto interessato. Un camion scarica fuori dall'abitazione di Michael un contatore del suo patrimonio.
Chuck vede ovviamente del marcio in Mike Money e vorrebbe che Daevisha iniziasse a indagare, ma la donna non è dell'idea di imbarcarsi in una nuova guerra contro Michael che è costata il posto al suo predecessore. Il contatore sta arrecando parecchi danni d'immagine a Michael, facendogli perdere le sponde politiche necessarie per far nascere Mike Money. Daevisha si convince ad agire e mettere sotto sequestro i terreni della procura destinati ai Giochi Olimpici, tra cui l'area in cui dovrebbe sorgere lo stadio intitolato al governatore Sweeney. A questo punto Michael si vede costretto a rivalutare la proposta di Wags delle infrastrutture cinesi, ma sedutosi al tavolo delle trattative non se la sente di farsi finanziare da un governo autocratico che non rispetta i diritti umani. Taylor e Philip hanno idee diametralmente opposte su come guidare la Mpc. Mentre Taylor propende per una linea dinamica e aggressiva in continuità con l'azione di Michael, Philip sostiene invece che sia necessario adottare un approccio più rigoroso e poco propenso verso gli investimenti ad alto rischio. Michael non ha intenzione di bloccare la pubblicazione del libro di Wendy, lasciando a lei il compito di valutare se ne vale davvero la pena. Alla fine Wendy decide di bruciare le anteprime del libro, sentendo che non è la strada giusta per lei.
Michael fa trapelare sui giornali la notizia del suo rifiuto ai cinesi. La stampa finisce per elogiarlo, avendo dimostrato un coraggio che nemmeno i presidenti americani hanno mai avuto nel dire cosa pensano veramente del regime cinese. Chuck unisce i puntini e capisce che il vero piano di Michael è candidarsi alla presidenza degli Stati Uniti, altrimenti non si spiegherebbe come mai le sue società hanno sede negli Stati chiave. Anche Taylor e Philip giungono alla stessa conclusione, concordando di unire le forze per guidare insieme la Mpc. Nell'esporre l'idea della candidatura a Scooter, Michael afferma che l'unico ostacolo tra lui e la Casa Bianca è rappresentato da Chuck.
- Ascolti USA: telespettatori 319.000 – rating 18-49 anni 0,03%[13]

## Braccio di ferro
- Titolo originale: Cold Storage
- Diretto da: Adam Bernstein
- Scritto da: Brian Koppelman, David Levien e Andrew Ross Sorkin

### Trama
Daevisha riunisce Chuck e Michael attorno allo stesso tavolo, dichiarando che al termine dell'incontro uno di loro due sarà arrestato.
72 ore prima. Chuck rivela a Kate che Michael si candiderà alla presidenza e vuole che lo abbandoni per tornare dalla sua parte, avvertendola che è pronto a dare in pasto ai media un caso di traffico di droga di cui lei, quando lavorava in procura, non volle occuparsi perché tra le persone coinvolte c'erano degli amici di suo padre. Michael accetta che siano Taylor e Philip a guidare congiuntamente la Mpc una volta che sarà in corsa per la Casa Bianca. Rian non prende bene la notizia e confida a Taylor di essere andata a letto con Michael la sera della festa aziendale. Scooter e Wags si mettono all'opera per ripulire le tracce di una faccenda che, qualora trapelasse, metterebbe a rischio la candidatura presidenziale di Michael. Costui intanto annuncia pubblicamente il progetto Mike Money, ma la presentazione è funestata da Chuck che lo accusa di utilizzare il proprio capitale per finanziare la misura. Michael riesce a rigirare la frittata, presentandosi come un generoso imprenditore pronto a rischiare i suoi asset per una giusta causa sociale. Chuck trova un punto debole nella società che gestisce i furgoni blindati della Mpc, tenuta operativa nonostante Michael avesse venduto la Axe Bank e quindi non fosse più necessario avvalersi dei camion. Wendy sovrintende alla stipula di un accordo di riservatezza tra Rian e la Mpc per non divulgare il rapporto sessuale con Michael, ma emerge che la loro relazione non si è limitata alla notte della festa. Chuck scopre che Michael ha nascosto diversi drive contenenti materiale compromettente nei magazzini delle sue principali aziende in diversi Stati. Appropriatosi di uno dei drive, Chuck riesce a farlo decrittare e ci trova all'interno 150.000.000 $ in criptovaluta.
Presente. Chuck convince Daevisha a sequestrare i magazzini della Mpc, radunando tutti i drive e convocando Michael a deporre. Kate gioca la linea difensiva sulla modalità fraudolenta con cui sono stati ottenuti i drive, trovando anche il modo di svicolare dalla vicenda del traffico di droga. Daevisha chiede alle parti se vogliono che vengano effettuati i dieci tentativi di accesso ai drive di Michael, avvertendo Chuck che in assenza di criptovaluta sarà lui a finire in prigione. Al decimo tentativo i drive restano chiusi e Chuck viene arrestato. Michael festeggia lo scampato pericolo con i dipendenti, ignaro che Chuck e Daevisha hanno complottato per inscenare il suo arresto. Chuck firma un accordo di cooperazione con le autorità datato prima del suo arresto, così da essere scagionato da ogni accusa e libero di agire per arrestare Michael.
- Ascolti USA: telespettatori 322.000 – rating 18-49 anni 0,02%[14]